# DR-Baureihe E 75
Die Baureihe E 75 der Deutschen Reichsbahn-Gesellschaft war eine Elektrolokomotive für den Personen- und Güterzugdienst. Es handelte sich um eine in der elektrischen Ausrüstung weitgehend mit der Baureihe E 77 gleiche Lokomotive, die jedoch auf einem einteiligen Fahrzeugrahmen mit der Achsfolge 1’BB1’ aufgebaut war. Von dieser Änderung versprach man sich eine Verbesserung der Laufeigenschaften, die jedoch nur wenig besser ausfielen als bei der E 77 und nur eine Heraufsetzung der zulässigen Höchstgeschwindigkeit von 65 km/h auf 70 km/h erlaubten.

## Geschichte
Ursprünglich waren 79 Lokomotiven bestellt worden; wegen der Wirtschaftskrise gingen jedoch nur 31 Fahrzeuge in Betrieb. Die E 75 01–12 wurden in Süddeutschland stationiert, die E 75 51–69 in Mitteldeutschland. 1943 wurden auch die mitteldeutschen Lokomotiven (im Tausch gegen E 77) ins bayerische Netz abgegeben.
Nach dem Krieg kamen deswegen 22 Lokomotiven zur Deutschen Bundesbahn. In der sowjetischen Besatzungszone waren zwei Lokomotiven verblieben. Die E 75 07 war schwer beschädigt und wurde ausgemustert, die E 75 58 kam als Reparationsgut in die Sowjetunion und wurde nach Rückgabe nicht mehr in Betrieb genommen, sondern im Jahre 1964 ausgemustert. Die übrigen Lokomotiven waren wegen Kriegsschäden ausgemustert worden.
Die Bundesbahn modernisierte 1960/1961 die E 75 09, 55 und 69. Dabei erhielten die Lokomotiven unter anderem in Gummi gefasste Fenster, und die seitlichen Blendschutzbleche an den Frontfenstern entfielen. 1968 erhielten die 19 noch vorhandenen Lokomotiven die Baureihenbezeichnung 175. Sieben Maschinen wurden 1968/69 abgestellt, die übrigen zwölf 175er wurden bis zum 1. August 1972 ausgemustert.
Einzig die E 75 59 blieb als E 75 09II erhalten und gehörte – äußerlich in den Ursprungszustand versetzt und mit Teilen der besser erhaltenen E 75 09 betriebsfähig aufgearbeitet – zum Verkehrsmuseum Nürnberg. 1987 wurde sie wegen Motorschadens abgestellt. In Nürnberg fiel sie dem Brand vom 17. Oktober 2005 zum Opfer. Im Dampflokwerk Meiningen wurde sie wieder ausstellungsfähig aufgearbeitet. Im September 2015 war sie dort als E 75 59 zu besichtigen. Seit Mai 2020 ist die Lokomotive in grün/schwarzer Farbgebung im Freigelände des DB Museums in Nürnberg ausgestellt.

## Konstruktive Merkmale
Die Lokomotiven hatten eine durchgehenden Plattenrahmen, der durch Querversteifungen verstärkt war. Auch die beiden Stahlgusswannen, in denen die Motoren gelagert waren dienten der Querversteifung. Die Motoren waren vom Typ BMS 700 von BEW. Als Antrieb diente ein Winterthur-Schrägstangenantrieb. Die beiden mittleren Achsen wurden über Kuppelstangen angetrieben, die wiederum über Kuppelstangen mit den äußeren Treibachsen verbunden waren. Die beiden mittleren Achsen hatten um 15 mm geschwächte Spurkränze. Die Laufachsen waren als Bisselgestell mit 110 mm Seitenspiel ausgeführt.
Der Lokkasten hatte Endführerstände mit vorgezogenen Sonnenschutzblenden ohne Vorbauten. Der Kasten bestand aus einem Profilstahlgerüst mit aufgenieteten Blechen. Bei den Lokomotiven E 75 01–12 und 51–61 wurden Senknieten verwendet, so dass die Nietenreihen nicht sofort erkennbar waren. Es gab auch noch weitere Unterschiede zwischen den einzelnen Baulosen, die E 75 51–69 hatten etwa Ansaugfilter für den Luftpresser unter dem Rahmen, die aber wiederum unterschiedlich angeordnet waren. Auch die Stromabnehmer waren unterschiedlich: Die E 75 01–12 hatten zwei SBS 11, die E 75 51–69 zwei SBS 10.